# Trypeta maculosa
Trypeta maculosa är en tvåvingeart som först beskrevs av Daniel William Coquillett 1899.  Trypeta maculosa ingår i släktet Trypeta och familjen borrflugor. Inga underarter finns listade i Catalogue of Life.